# خط طول 131° شرق
خط طول 131° شرق هو أحد خطوط الطول الجغرافية، والتي تمتد من القطب الشمالي الجغرافي إلى القطب الجنوبي الجغرافي، وحسب التحويل الزمني يتقدم خط طول 131° شرق عن خط غرينتش بـ8 ساعات و44 دقيقة.

## من القطب إلى القطب
ينطلق خط طول 131° شرق من القطب الشمالي نحو القطب الجنوبي مرورا بالمناطق التي ترد في الجدول التالي:
| الإحداثيات                           | البلد أو الإقليم أو البحر | ملاحظات |
| ------------------------------------ | ------------------------- | --- |
| 90°0′N 131°0′E / 90.000°N 131.000°E  | المحيط المتجمد الشمالي    | |
| 77°7′N 131°0′E / 77.117°N 131.000°E  | بحر لابتيف                | |
| 70°44′N 131°0′E / 70.733°N 131.000°E | روسيا                     | ياقوتيا خاباروفسك كراي — من 56°10′N 131°0′E / 56.167°N 131.000°E أوبلاست أمور — من 55°42′N 131°0′E / 55.700°N 131.000°E Khabarovsk Krai — من 54°18′N 131°0′E / 54.300°N 131.000°E Amur Oblast — من 53°49′N 131°0′E / 53.817°N 131.000°E Khabarovsk Krai — من 51°10′N 131°0′E / 51.167°N 131.000°E Amur Oblast — من 50°24′N 131°0′E / 50.400°N 131.000°E الأوبلاست اليهودية الذاتية — من 48°58′N 131°0′E / 48.967°N 131.000°E                                     |
| 47°41′N 131°0′E / 47.683°N 131.000°E | جمهورية الصين الشعبية     | هيلونغجيانغ |
| 44°52′N 131°0′E / 44.867°N 131.000°E | روسيا                     | بريمورسكي كراي — لحوالي 6 km |
| 44°48′N 131°0′E / 44.800°N 131.000°E | جمهورية الصين الشعبية     | هيلونغجيانغ جيلين — من 43°29′N 131°0′E / 43.483°N 131.000°E |
| 42°51′N 131°0′E / 42.850°N 131.000°E | روسيا                     | بريمورسكي كراي |
| 42°38′N 131°0′E / 42.633°N 131.000°E | بحر اليابان               | مرورا بشرق the جزيرة Ulleungdo, كوريا الجنوبية (في 37°30′N 130°55′E / 37.500°N 130.917°E) · مرورا بغرب the جزيرة Mishima, ياماغوتشي (محافظة), اليابان (في 34°47′N 131°7′E / 34.783°N 131.117°E) |
| 34°26′N 131°0′E / 34.433°N 131.000°E | اليابان                   | جزيرة هونشو, ياماغوتشي (محافظة) |
| 33°59′N 131°0′E / 33.983°N 131.000°E | Kanmon Straits            | |
| 33°57′N 131°0′E / 33.950°N 131.000°E | اليابان                   | جزيرة كيوشو — فوكوكا (محافظة) — أويتا (محافظة) — من 33°31′N 131°0′E / 33.517°N 131.000°E — كوماموتو (محافظة) — من 33°10′N 131°0′E / 33.167°N 131.000°E — Ōita Prefecture — من 33°7′N 131°0′E / 33.117°N 131.000°E — Kumamoto Prefecture — من 33°1′N 131°0′E / 33.017°N 131.000°E — ميازاكي (محافظة) — من 32°9′N 131°0′E / 32.150°N 131.000°E — كاغوشيما (محافظة) — من 31°44′N 131°0′E / 31.733°N 131.000°E                                                       |
| 31°11′N 131°0′E / 31.183°N 131.000°E | بحر الصين الشرقي          | |
| 30°44′N 131°0′E / 30.733°N 131.000°E | اليابان                   | جزيرة Tanegashima, كاغوشيما (محافظة) |
| 30°32′N 131°0′E / 30.533°N 131.000°E | المحيط الهادئ             | مرورا بغرب the جزيرة ميناميدايتو [لغات أخرى]‏, أوكيناوا (محافظة), اليابان (في 25°50′N 131°12′E / 25.833°N 131.200°E) · مرورا بغرب the جزيرة أوكيديتجيما, أوكيناوا (محافظة), اليابان (في 24°28′N 131°11′E / 24.467°N 131.183°E) · مرورا بغرب the جزيرة Tobi, بالاو (في 3°0′N 131°7′E / 3.000°N 131.117°E) · مرورا بغرب the جزر آسيا, إندونيسيا (في 1°0′N 131°13′E / 1.000°N 131.217°E) · مرورا بغرب the جزر أيو, إندونيسيا (في 3°23′N 131°1′E / 3.383°N 131.017°E) |
| 0°3′S 131°0′E / 0.050°S 131.000°E    | إندونيسيا                 | جزيرة جزيرة وايجيو |
| 0°21′S 131°0′E / 0.350°S 131.000°E   | Dampier Strait            | |
| 0°56′S 131°0′E / 0.933°S 131.000°E   | إندونيسيا                 | جزر جزيرة سالاواتي و غينيا الجديدة |
| 1°28′S 131°0′E / 1.467°S 131.000°E   | بحر سيرام                 | مرورا بشرق the جزيرة جزيرة سيرام, إندونيسيا (في 3°35′S 130°52′E / 3.583°S 130.867°E) |
| 3°54′S 131°0′E / 3.900°S 131.000°E   | بحر باندا                 | |
| 7°26′S 131°0′E / 7.433°S 131.000°E   | إندونيسيا                 | جزيرة Wuliaru |
| 7°30′S 131°0′E / 7.500°S 131.000°E   | بحر باندا                 | |
| 7°40′S 131°0′E / 7.667°S 131.000°E   | إندونيسيا                 | جزيرة Seira |
| 7°44′S 131°0′E / 7.733°S 131.000°E   | بحر باندا                 | |
| 8°6′S 131°0′E / 8.100°S 131.000°E    | إندونيسيا                 | جزيرة جزيرة سيلارو |
| 8°13′S 131°0′E / 8.217°S 131.000°E   | بحر آرافورا               | |
| 9°3′S 131°0′E / 9.050°S 131.000°E    | بحر تيمور                 | |
| 11°21′S 131°0′E / 11.350°S 131.000°E | أستراليا                  | إقليم شمالي (أستراليا) — جزيرة ملفيل (أستراليا) |
| 11°54′S 131°0′E / 11.900°S 131.000°E | Clarence Strait           | |
| 12°10′S 131°0′E / 12.167°S 131.000°E | أستراليا                  | إقليم شمالي (أستراليا) جنوب أستراليا — من 26°0′S 131°0′E / 26.000°S 131.000°E |
| 31°33′S 131°0′E / 31.550°S 131.000°E | المحيط الهندي             | Australian authorities consider this to be part of the المحيط الجنوبي[1][2] |
| 60°0′S 131°0′E / 60.000°S 131.000°E  | المحيط الجنوبي            | |
| 66°6′S 131°0′E / 66.100°S 131.000°E  | القارة القطبية الجنوبية   | الإقليم الأسترالي في القارة القطبية الجنوبية, المطالب الإقليمية بالقارة القطبية الجنوبية by أستراليا |